# Campionati africani di badminton 2017
I Campionati africani di badminton 2017 si sono svolti a Benoni, in Sudafrica, dal 13 al 23 aprile 2017. È stata la 20ª edizione del torneo, organizzato dalla Badminton Confederation of Africa.

## Podi
| Evento              | Oro                                 | Argento                            | Bronzo                                   |
| Singolare maschile  | Adel Hamek                          | Ahmed Salah                        | Georges Julien Paul                      |
| Singolare maschile  | Adel Hamek                          | Ahmed Salah                        | Ali Ahmed El Khateeb                     |
| Singolare femminile | Kate Foo Kune                       | Hadia Hosny                        | Dorcas Ajoke Adesokan                    |
| Singolare femminile | Kate Foo Kune                       | Hadia Hosny                        | Menna Eltanany                           |
| Doppio maschile     | Koceila Mammeri Youcef Sabri Medel  | Andries Malan James Hilton McManus | Mohamed Abderrahime Belarbi Adel Hamek   |
| Doppio maschile     | Koceila Mammeri Youcef Sabri Medel  | Andries Malan James Hilton McManus | Ali Ahmed El Khateeb Adham Hatem Elgamal |
| Doppio femminile    | Michelle Butler-Emmett Jennifer Fry | Doha Hany Hadia Hosny              | Dorcas Ajoke Adesokan Zainab Momoh       |
| Doppio femminile    | Michelle Butler-Emmett Jennifer Fry | Doha Hany Hadia Hosny              | Sandra Le Grange Johanita Scholtz        |
| Doppio misto        | Andries Malan Jennifer Fry          | Georges Julien Paul Kate Foo Kune  | Ahmed Salah Menna Eltanany               |
| Doppio misto        | Andries Malan Jennifer Fry          | Georges Julien Paul Kate Foo Kune  | Adham Hatem Elgamal Doha Hany            |
| Squadra mista       | Egitto                              | Sudafrica                          | Nigeria                                  |
| Squadra mista       | Egitto                              | Sudafrica                          | Zambia                                   |